# Oenothera harringtonii
Oenothera harringtonii är en dunörtsväxtart som beskrevs av W.L. Wagner, R. Stockhouse och W.M. Klein. Oenothera harringtonii ingår i släktet nattljussläktet, och familjen dunörtsväxter. Inga underarter finns listade i Catalogue of Life.